# Licence de brevet libre RTLinux
La licence de brevet libre RTLinux (de l'anglais Open RTLinux Patent License) est une licence de brevet fixant les conditions d'utilisation de l'invention soutenue par Victor J. Yodaiken dans le brevet américain no 5995745.

## Historique
Cette licence est conçue en octobre 2001 par la société FSMLabs  pour la distribution de RTLinux, puis concédée par Wind River depuis le rachat du logiciel en février 2007.

### Version
Cette seconde version est le fruit d'un accord entre FSMLabs et la FSF pour résoudre le problème de violation de la GPL soulevé par la première version.

## Brevetno5995745

### Inventeur
Le brevet est déposé par Victor Yodaiken, créateur de RTLinux et fondateur de FSMLabs. Yodaiken poursuivra ses travaux chez Wind River après le rachat de sa solution temps réel.

### Description
Victor Yodaiken soutient l'invention des comportements suivants :
- lorsqu'un noyau de système d'exploitation comme Linux s'exécute dans un système temps réel ;
- lorsqu'un système d'exploitation temps réel est fourni pour l'exécution de tâches préemptibles ;
- lorsqu'un noyau de système d'exploitation comme Linux est traité par un système d'exploitation temps réel comme un programme d'instructions machine chargées en mémoire (ou pour schématiser, comme un thread du système) ;
- une émulation[6] logicielle du « contrôleur d'interruption » hardware conférant au système d'exploitation temps réel la capacité de gérer des priorités et de présenter une interruption à un système d'exploitation généraliste comme GNU/Linux, uniquement selon les besoins du système temps réel ; dans ce cas, ce système temps réel peut interrompre ou reprendre GNU/Linux, selon les besoins, en faveur d'une tâche de priorité supérieure.

## Conditions légales
L'utilisation de cette technique est autorisée lorsqu'on l'utilise dans les cas suivants:
1. dans un logiciel libre distribué sous la licence GNU GPL.
2. dans un moteur d'exécution d'une machine virtuelle pour RTLinux ou dans un programme exécuté en natif dans cet environnement, quelle que soit la licence du logiciel.